# Linie (umělecké sdružení)
Linie bylo sdružení avantgardně orientovaných výtvarníků a literátů činné v Českých Budějovicích v letech 1930-1938 kolem stejnojmenného časopisu. Vzniklo v opozici ke Sdružení jihočeských výtvarníků, v němž působili převážně tradiční krajináři střední generace. Linie je pokládána za jednu z předních fotografických skupin meziválečného období.

## Historie sdružení
Založení skupiny Linie předcházelo pětičlenné umělecké sdružení Kontakt, které se od roku 1928 scházelo v kavárně Savoy v Českých Budějovicích. Kromě Josefa Bartušky a Oldřicha Nouzy v něm působili J. Kotrlý, Richard Lander a Miroslav Haller. Kotrlý odešel roku 1930 do Náchoda a ke skupině se přidali Karel Fleischmann a Emil Pitter, kteří opustili konzervativní Sdružení jihočeských výtvarníků. Pitter zařídil založení družstva Linie s.r.o., aby pro podporu vydavatelské činnosti získal místní drobné podnikatele.
Základem skupiny byla sedmičlenná redakční rada časopisu Linie kolem Josefa Bartušky (Fleischmann, Haller, Lander, Nouza, Pitter, Miloš Mühlstein, Rudolf Stejskal) a dalších šest (sedm) členů, kteří se připojili později. Linie během své osmileté činnosti pořádala každoročně jednu výstavu (v letech 1933, 1934, 1937 dvě), kde se členy Linie vystavovali další výtvarníci jako hosté. Skupina Linie navázala kontakty se Sdružením výtvarníků v Praze a uspořádala společnou výstavy v Ústavu pro zvelebování živností v Českých Budějovicích roku 1934.
Výtvarníci sdružení ve skupině Linie byli ovlivněni manifesty a tvorbou levicových avantgard Dada, De Stijl a Lef, ruským konstruktivismem a německým Bauhausem, moderním francouzským uměním, zejména impresionismem (Pitter), kubismem (Nouza, Novák), expresionismem (Fleischmann, Nouza) a částečně surrealismem a geometrickou abstrakcí (Bartuška, Lander, Valter). Skupina Linie vycházela z dědictví pražského a brněnského Devětsilu.
Součástí tvorby skupiny byla fotografie. Nejprogresivnějšími členy skupiny byli Josef Bartuška, který vytvářel vizuální poezii a jeho fotografie a rayogramy byly reprodukovány v našich i zahraničních časopisech, a O. Nouza a K. Valter, kteří tvořili fotografické koláže a dvojexpozice. Po druhé společné výstavě roku 1933 v Plzni vzniklo uvnitř skupiny Linie seskupení Fotolinie, které se prezentovalo samostatně na výstavách. Třetí výstavy Fotolinie v Českých Budějovicích (1934) se zúčastnilo osm autorů z Prahy, mj. Josef Sudek a František Drtikol a také fotograf Viktorin z USA.
Vyvrcholením činnosti Fotolinie byla výstava roku 1936 v Českých Budějovicích, která vedle sebe konfrontovala surrealismus a konstruktivismus. Byla na ní představena kolekce děl László Moholy-Nagye spolu s pracemi Jindřicha Štyrského, avantgardní brněnské skupiny f5 a Fotolinie. V následujícím roce Linie vystavila vedle dokumentární, reportážní a experimentální fotografie také typografii s soubor prací Státní grafické školy v Praze, kde byl zastoupen také Ladislav Sutnar.
Podobně jako skupina Devětsil se skupina Linie zajímala také o amatérský film. Filmy na úzký formát natáčeli Josef Bartuška, Karel Valter, Ludvík Mühlstein a Jiří Linhart. Roku 1936 např. členové linie natáčeli pašijové hry v Hořicích. Ludvík Mühlstein na stránkách Linie vyjádřil přání seskupit kolem Linie amatérské filmaře a pořádat filmařské soutěže a filmové večery Linie. Z filmové tvorby se zachoval pouze Valterův krátký film Experiment z roku 1934 a dvě filmová libreta Josefa Bartušky, publikovaná v časopisu Linie.
Uvnitř skupiny se postupně vytvořil liberální tábor, který nesouhlasil se spoluprací Bartušky a Nouzy s brněnským levicovým sdružením Blok. Roku 1936 časopis na rok přerušil činnost a Bartušku ve funkci šéfredaktora nahradil Rudolf Stejskal a později Jiří Linhart. Roku 1939 se konala valná hromada, po které skupina zanikla, ale část členů pod hlavičkou Mladí jihočeši vystavovala společně ještě roku 1940 v Praze.
Roku 1939 začal vycházet měsíčník pro školní výtvarnou výchovu Kreslíme, redigovaný Emilem Pitterem a Z. Loudou. Vydávání bylo zastaveno roku 1942. Roku 1940 vystavovali někteří členové Linie na pozvání E. F. Buriana v divadle D 40 a později vydali tři čísla strojopisného časopisu Dopisy.
Kmenovou tiskárnou Linie byla firma Karel Fiala v Českých Budějovicích (od 1936 ji vedl spolupracovník sdružení Karel Fiala mladší). Některé tiskoviny vydala tiskárna St. Kocmoud, výjimečně tiskárny v Brně a v Chrudimi.
Během války zemřel předseda Linie Emil Pitter (1943), Rudolf Stejskal a Karel Valter byli deportováni do koncentračních táborů, Josef Stejskal popraven za heydrichiády a v koncentračních táborech byli zavražděni Karel Fleischmann (1944, Osvětim) a Karel Vopátka (1943, Dachau).

## Členové

### Zakládající
- Josef Bartuška (1898-1963)
- Karel Fleischmann (1897-1944, Osvětim)
- Richard Lander (1904-1982)
- Oldřich Nouza (1903-1974)
- Ada Novák (1912-1990)
- Emil Pitter (1887-1943)
- Karel Valter (1909-2006)

### Ostatní
- Miloš Mühlstein (člen redakční rady Linie)
- Ludvík Mühlstein (spoluzakladatel Rowers clubu a člen voice-bandu)
- Jiří Linhart (1903-1976), odpovědný redaktor Linie od roku 1937
- Karel Štěch (1908-1982)
- Jaroslav Jandal (1899-1963)
- Karel Fiala st., tiskař, starosta Družstva Jihočeských listů (1866-1936)
- Karel Fiala, tiskař, syn K. Fialy (1895-1980)
- Jan Mleziva (1906-)
- Stanislav Odvárko (1913-1985)
- Karel Vopátka (1914-1943, Dachau)

### Architekti
- Josef Kotlář (1892-)
- Jan Salák (1908-)

### Fotolinie
- 1932 J. Bartuška, O. Červenka, K. Fiala, K. Fleischmann, N. Fried, Hepnar, R. Chalupová, J. Johannek, Ch. Kapelner, F. Klein, J. Klempfner, S. Kocmoud, O. Nouza, V. Nouza, A. Novák, E. Pitter, Rohr, R. Szpyk, P. Stein, K. Valter, H. Wicpalek, bratři Weberové, Pexidr, Vondrášek

### Hosté na výstavách
- Divica Landrová Votočková (1908-1982), Karel Veselý (1911-), F.X. Böhm, V. Nouza, M. Spazierová-Hezká, M. Turková, A. Kalvoda, František Řežáb (1907-1999), Augustin Tschinkel, Josef Becker, V. Diviš, arch. B. Andrlík,, arch. H. Foltýn, arch. M. Kouřil, arch. V. Lüftschitzová, arch. J. Šesták, arch. J. Studničný, O. Beránková, O. Bergman, B. Hrušková-Vacková, A. d'Huart, N. Jirsíková, M. Komrsová, V. Makovský, J. V. Schwarz, A. Smutný, J. Zemanová

### Výstavy
- 1932 Linie - fotografická tvorba, Ústav pro zvelebování živností, České Budějovice
- 1933 Linie - expozice obrazů, kreseb a grafik, Ústav pro zvelebování živností, České Budějovice
- 1933 sekce Fotolinie, obchodní akademie na náměstí dr. Petáka v Plzni (společná s hosty)
- 1934 Sdružení výtvarníků v Praze a skupina Linie, Ústav pro zvelebování živností, České Budějovice
- 1934 sekce Fotolinie a Klub fotoamatérů z Německa, jako hosté František Drtikol, Josef Sudek, České Budějovice
- 1935 Skupina Linie a hosté, Ústav pro zvelebování živností, České Budějovice
- 1936 sekce Fotolinie, jako hosté László Moholy-Nagy, J. Štyrský, brněnská Fotoskupina pěti, německý Klub fotoamatérů, Ústav pro zvelebování živností, České Budějovice
- 1938 Linie a hosté (scénografická sekce, soubor D 38), České Budějovice
- 1940 Mladí jihočeši, Divadlo E. F. Buriana v Praze (výstava obrazů Jana Mlezivy, Ady Nováka, Karla Štecha a Karla Vopátky)
- 1984 Linie - literární tvorba, Krajské středisko státní památkové péče a ochrany přírody (KSSPPOP), České Budějovice
- 1984 Linie - výtvarná tvorba, Muzeum dělnického revolučního hnutí jižních Čech, České Budějovice
- 2004 Avantgarda o mnoha médiích: Josef Bartuška a skupina Linie 1931 - 1939, Obecní dům, Praha[14]
- 2005 Avantgarda o mnoha médiích: Josef Bartuška a skupina Linie 1931 - 1939, Moravská galerie v Brně, Místodržitelský palác, Brno
- 2012 Malíř Karel Valter a skupina Linie, Galerie Moderna, Praha[15]
- 2015 Josef Bartuška a umělecká skupina Linie, Jihočeská vědecká knihovna, České Budějovice
- 2016 Stíny života / Josef Bartuška a fotografická tvorba ze 30. a 40. let 20. století, AJG, Wortnerův dům, České Budějovice[16]